# NGC 5020
NGC 5020 este o galaxie spirală situată în constelația Fecioara. A fost descoperită în 12 aprilie 1784 de către William Herschel. Se află la o distanță de 50,4 de megaparseci de Pământ.